# Milan Bogataj
Milan Bogataj, študent in partizan, * 30. avgust 1920, Sežana, † 3. december 1943, Otalež.
V Torinu je študiral na tehniški fakulteti. Leta 1942 so ga poklicali k vojakom. V Pavii je obiskoval šolo za častnike. Ob kapitulaciji Italije je 8. septembra 1943 odšel iz Belluna v Sežano in stopil v Gregorčičevo brigado. Nekaj časa kasneje je bil premeščen v Gradnikovo brigado. Padel je star komaj 23 let v spopadu z Nemci pri Otaležu.
Občina Sežana je leta 1990 ustanovila po njem imenovan sklad za dve štipendiji, ki jo prejmeta študenta na višji in visoki stopnji študija. Prednost pri dodelitvi so imeli odlični dijaki srednjih šol, ki so izhajali iz družin, ki so sodelovale v narodnoosvobodilni borbi.